# Ермолинская летопись
Ермолинская летопись — русская летопись конца XV века, содержащая известия о строительной деятельности русского зодчего и строителя Василия Ермолина (ок. 1420-х годов — между 1481 и 1485) за 1462—1472 годы.

## Текстология
Известна в единственном списке, который был открыт для исторической науки А. А. Шахматовым, присвоившим летописи название.
В сохранившемся списке Ермолинская летопись доходит до 1481 года, а также содержит приписки другим почерком за 1485—1488 годы. До того же 1481 года доходит обнаруженный Насоновым краткий «Летописец русский», идентичный с Ермолинской летописью за 1431—1480 года. На этом основании предполагается, что Ермолинская летопись составлена не ранее 1481 года.
Погодные статьи 1428—1472 годов и частично начальная часть систематически совпадают с Сокращённым летописным сводом. Предположительно оба свода восходят к общему протографу. Такие особенности летописи как особый интерес к Белоозеру и другим севернорусским землям, в том числе к бывшему игумену Кирилло-Белозе́рского монастыря Трифону и опальному боярину Фёдору Басёнку, сосланному в 1473 году в Кирилло-Белозерский монастырь, совпадения с краткими кирилло-белозерскими летописцами лежат в основе предположения, что общим протографом Ермолинской летописи и Сокращённого свода был Кирилло-Белозерский свод начала 1470-х годов, независимый от великокняжеского летописания и содержавший смелые суждения о московской политике.
А. Н. Насонов показал, что первая часть Ермолинской летописи, до 1417 года близка к Московскому великокняжескому своду 1479 года. Предполагается, что её источником послужила особая обработка гипотетического свода 1448 года, созданная в великокняжеской канцелярии перед составлением свода 1479 года, которая в Ермолинской летописи заменила первую часть Кирилло-Белозерского свода
Начальная часть летописи, до 1417 года, отражена также в Летописце от 72-х язык и Львовской летописи.

## Содержание
Начальная часть летописи содержит своеобразные версии рассказов о смерти Олега, о Святославе Игоревиче, который сравнивается с Александром Македонским, известие о надписи на чаше, сделанной из черепа Святослава), о волхвах и др.
Вторая часть летописи, помимо сведений о деятельности Василия Ермолина, содержит ряд ярких рассказов, предположительно имевшихся в её протографе, общем с Сокращённым сводом: о бездарных и продажных воеводах Василия II Тёмного, которым противостоит «удалый воевода» Фёдор Басёнок, сосланный в 1473 году в Кирилло-Белозе́рский монастырь, иронический рассказ под 1463 годом о ярославских чудотворцах, явившихся «не на добро» ярославским князьям, которым пришлось проститься со своими вотчинами, отписанными великому князю его наместником, «новым чудотворцем» Иваном «Агафоновичем» (назван словом «цьяшос» — зашифрованное «дьявол»), рассказ о жестокой казни серпуховских дворян в 1462 году в Великий пост по приказу Василия II Тёмного, и о последовавшей смерти князя.

## Издания
- Полное собрание русских летописей. — СПб., 1910. — Т. 23;
- Летописный свод конца XV в. // Материалы по истории СССР. — М., 1955. — Вып. 2. — С. 273—321.